# Глух Григорій Трофимович
Глух Григорій Трофимович (7 березня 1925, Шоломиничі ― вересень 1944, Шоломиничі) ― керівник Шоломиничівської боївки ОУН(р), випускник старшинського курсу ОУН(р), загинув в бою від рук НКВС.

## Біографія

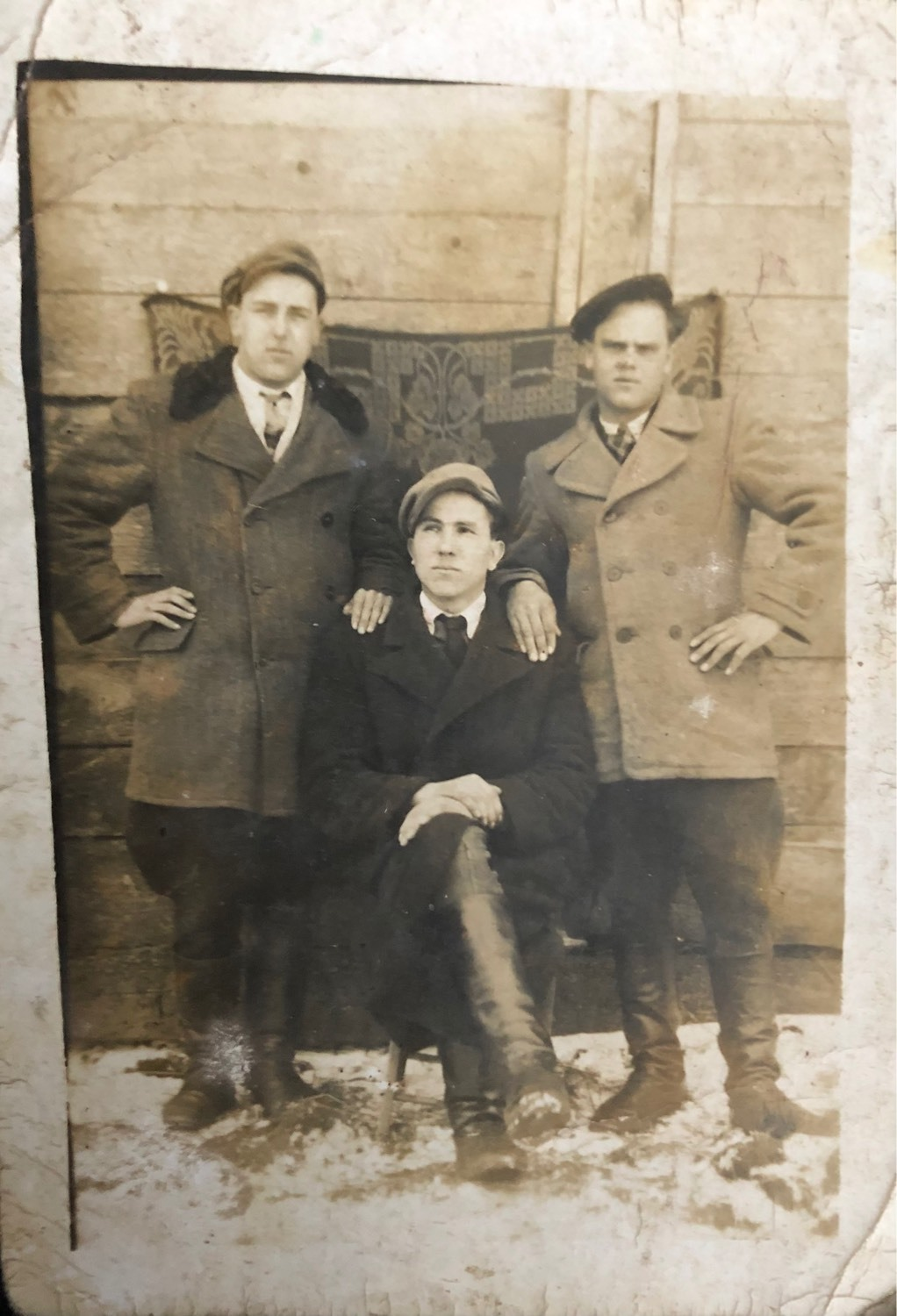
Бійці Шоломиничівської боївки ОУН(р). Зліва направо: Щепітка Микола Степанович (1925–2016), Глух Григорій Трофимович (1925–1944), Гурин Степан Григорович (1916–1944). Зима, 1943 р., Шоломиничі.

Глух Григорій народився 7 березня 1925 р., в селі Шоломиничі Рудківського повіту Львівського воєводства. Був вихідцем з простої селянської сім'ї, син Трофима Глуха і Катерини Попович.
В молоді роки пройшов старшинський курс ОУН(р). Після курсу, в рідному селі, створив боївку ОУН(р), яка сягала чисельності 30 чоловік.
Протягом 1941–1944 рр. боївка, під керівництвом Глуха, здійснила з десяток збройних нападів на війська НКВС, радянських активістів та голів сільських рад.
27 серпня 1944 р. Глух з бійцями засідкою напав на 4 офіцерів НКВС та голову сільської ради з Добрян, їх допитали та згодом розстріляли.
В серпні–вересні 1944 р., за сприянням Глуха, в Шоломиничах відбулося приблизно 50 військових занять. Участь в заняттях брали юнаки з навколишніх сіл: Шоломиничі, Дубаневичі та ін. Метою занять було вивчення зброї, стройової підготовки, тактики бою, історії України, щоб згодом зі знаннями піти в підпілля УПА.
В вересні 1944 р. Глух Григорій та його заступник Гурин Степан загинули в бою під час облави військ НКВС на с. Шоломиничі.
Похований на місцевому цвинтарі села Шоломиничі.